# Austere
Austere – australijski zespół muzyczny, wykonujący muzykę z gatunku depressive black metal. Założony został w 2005 roku w East Corrimal przez Mitchella „Desolate” Keepina jako solowy projekt. Przez pierwsze dwa lata nie ukazał się żaden materiał, natomiast pierwszym wydawnictwem, które ujrzało światło dzienne był album Withering Illusions and Desolation wydany w 2007 roku, krótko po dołączeniu się do projektu Tima „Sorrow" Yatrasa. Rok 2008 przyniósł trzy wydawnictwa, splity z zespołami Lyrinx oraz Isolation, a także minialbum zatytułowany Only the Wind Remembers, który zawiera utwory ze splitu z Lyrinx. Ostatnim wydawnictwem zespołu był album To Lay Like Old Ashes, wydany 27 lutego 2009 roku. Niespełna rok później Austere zostało rozwiązane, a muzycy skupili się na innych projektach.

## Ostatni skład
- Desolate - wokale, gitara, gitara basowa, keyboard (2005-2010)
- Sorrow - perkusja, keyboard, wokale (2007-2010)

## Dyskografia
- Withering Illusions and Desolation (2007)
- Only the Wind Remembers / Ending the Circle of Life (2008, split z Lyrinx)
- Bleak... (2008, split z Isolation)
- Only the Wind Remembers (2008, EP)
- To Lay Like Old Ashes (2009)